# LiAZ-677
Der LiAZ-677 (russisch ЛиАЗ-677) ist ein sowjetischer und später russischer Stadtbus, der ab 1968 zuerst im Likinski Awtobusny Sawod (russisch Ликинский автобусный завод, kurz ЛиАЗ bzw. LiAZ) gebaut wurde. Es entstanden in über 30 Jahren Bauzeit diverse unterschiedliche Versionen und insgesamt über 200.000 Exemplare des Fahrzeugs. LiAZ stellte die Produktion 1994 ein, andere russische Hersteller bauten das Modell noch bis 2000.

## Fahrzeuggeschichte

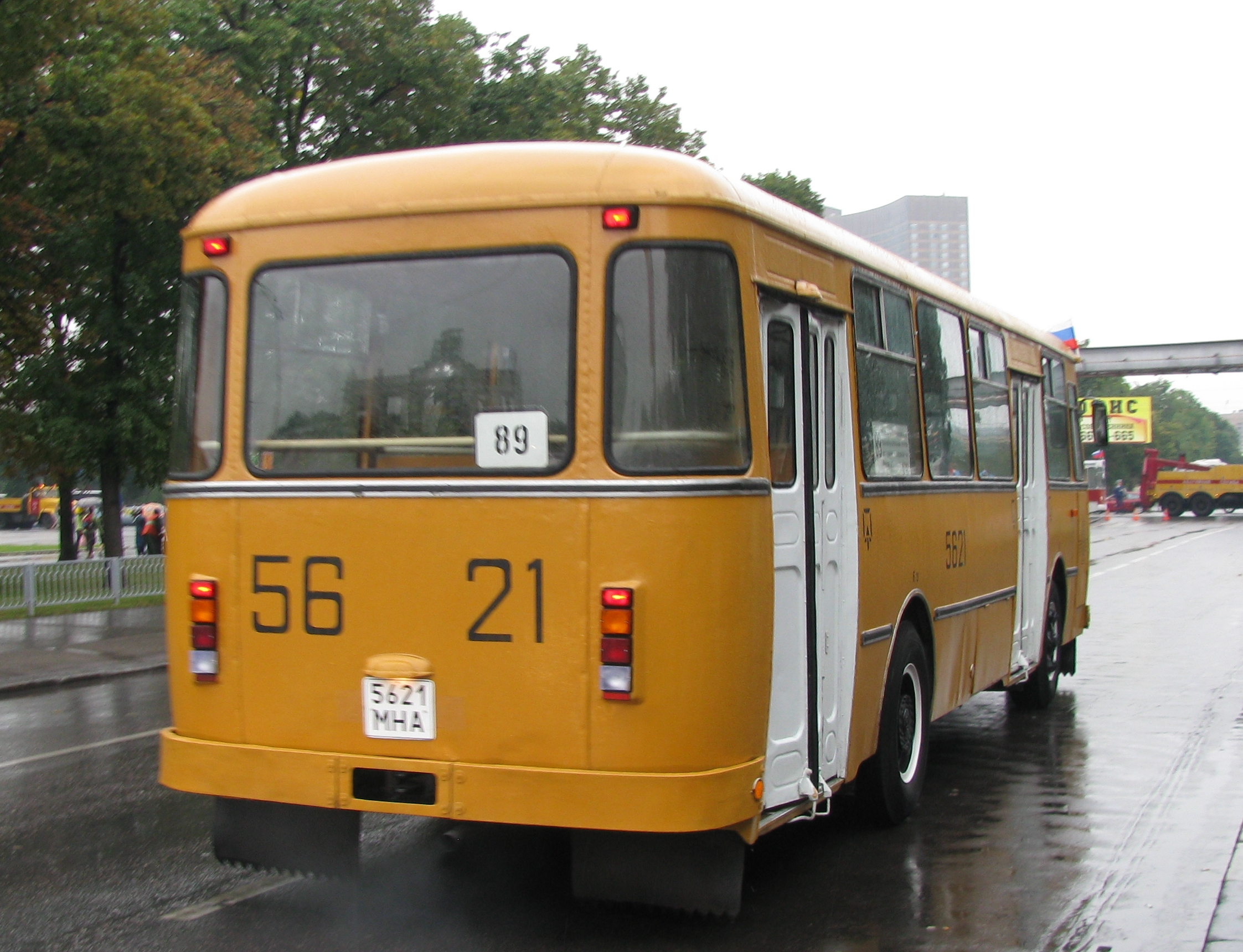
Heckansicht des gleichen Fahrzeugs (2009)

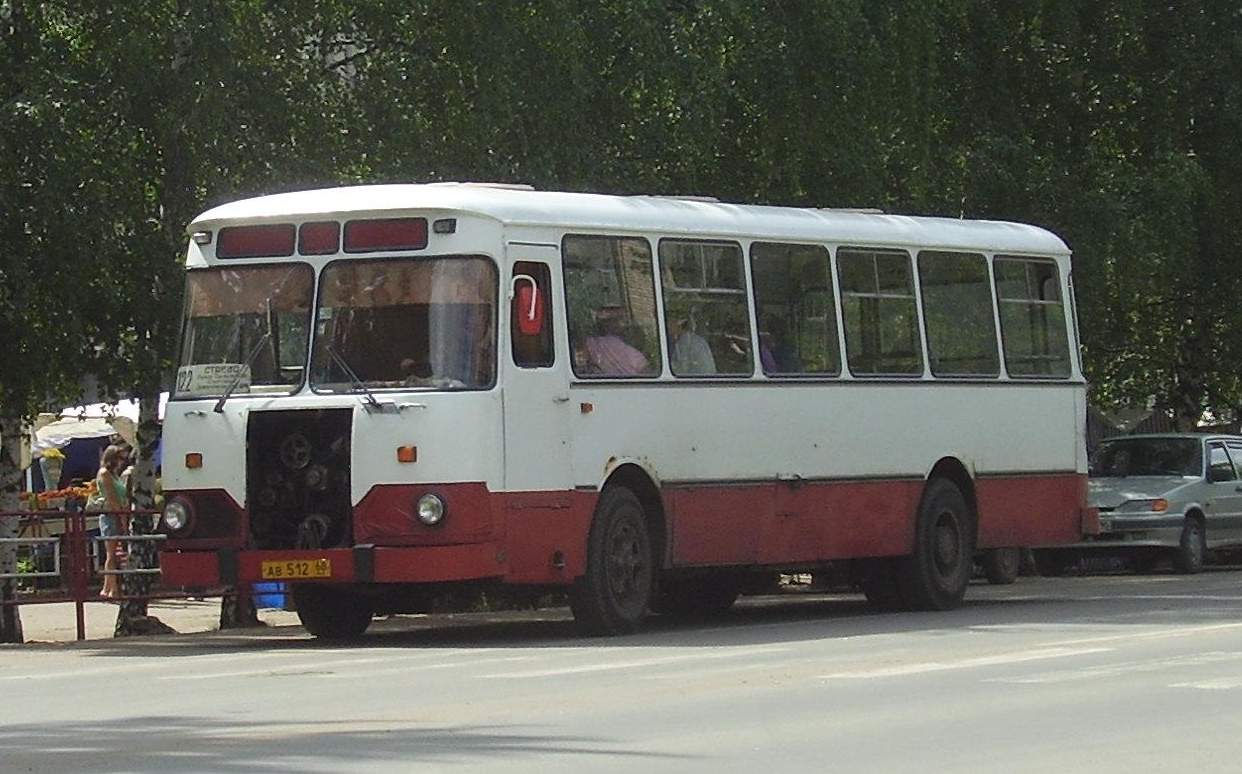
LiAZ-677M im Sommer mit entfernter Motorhaube zur Verbesserung der Kühlung (2007)

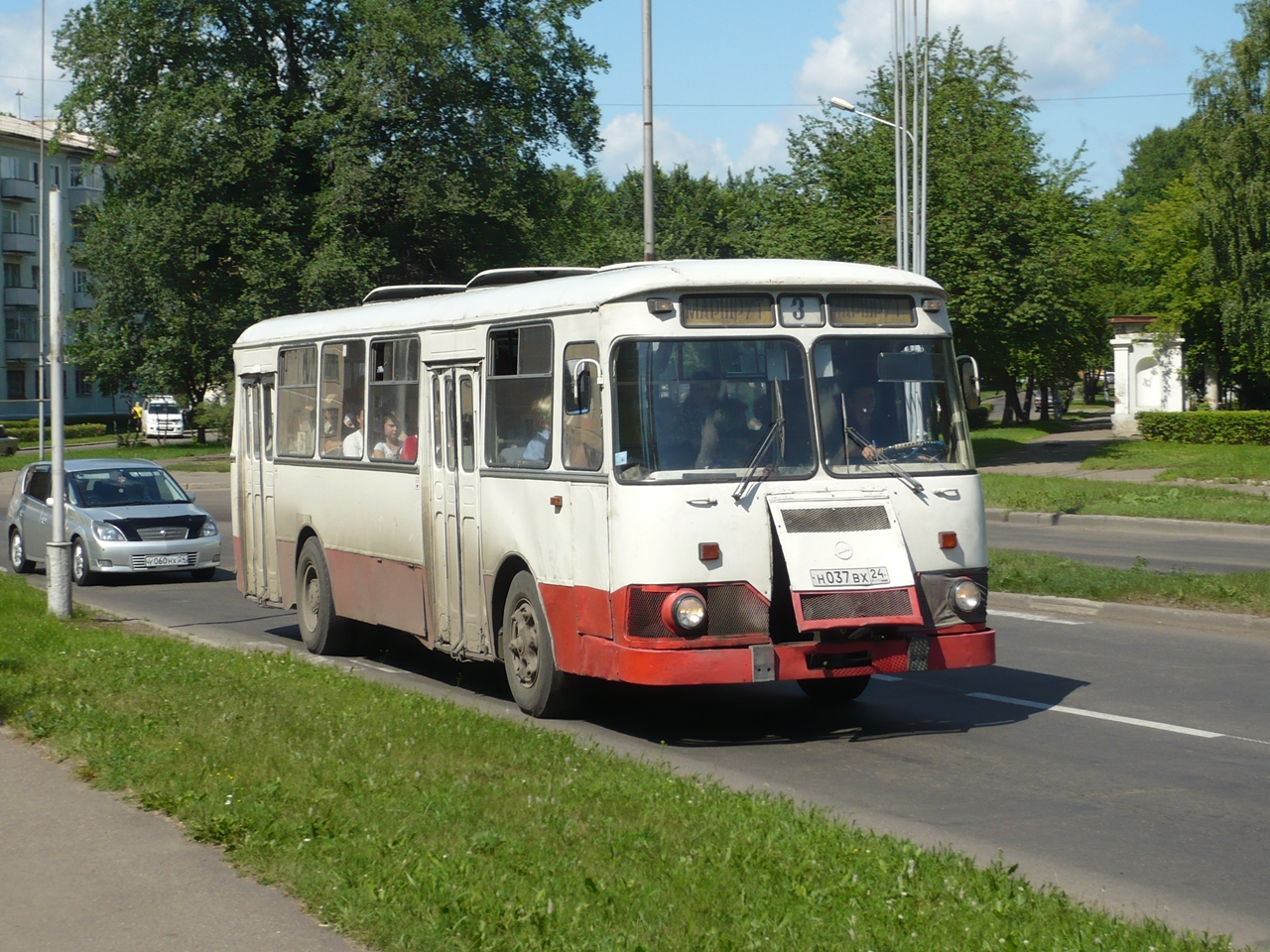
LiAZ-677M im Hochsommer in Schelesnogorsk (2012)

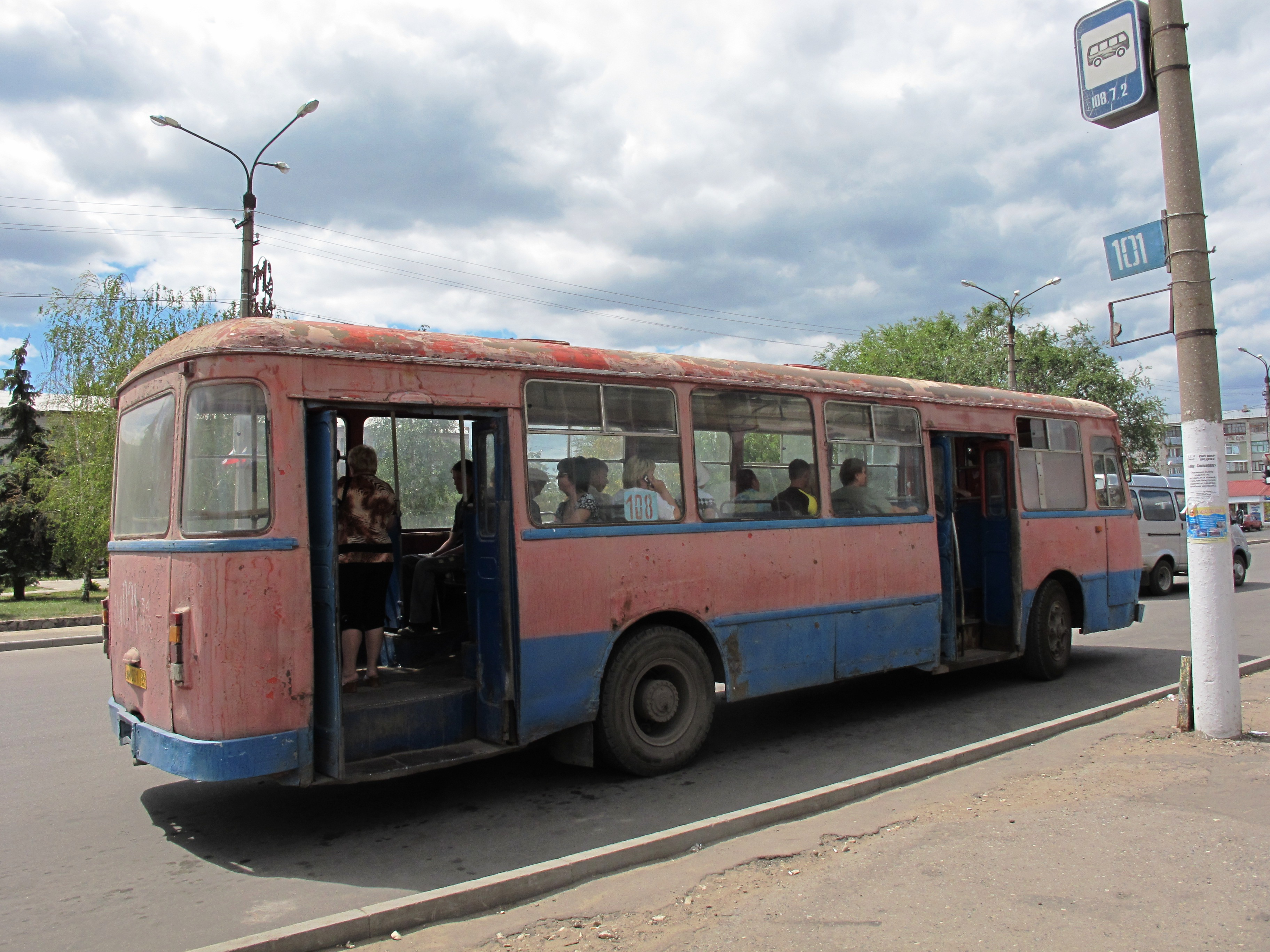
Stark verschlissener LiAZ-677M in Urjupinsk. Gut zu erkennen sind die beiden breiten, geöffneten Passagiertüren (2010)

Die Notwendigkeit, Busse mit einer größeren Kapazität als bisher zu bauen zeigte sich in der Sowjetunion bereits in den 1950er- und 1960er-Jahren. Zu dieser Zeit wurden ganze Städte und große Industrieanlagen erbaut, die Menschen mussten zunehmend von den Wohngebieten zum Arbeitsplatz und zurück gebracht werden. Die bisher gebauten Stadtbusse wie der ZIS-155 oder die ZIL-158 erwiesen sich mit Kapazitäten von 50 bis 60 Passagieren schnell als zu klein bemessen. Entsprechend begannen bereits in den 1950er-Jahren erste Bemühungen um eine Neuentwicklung.
Zugleich stellte sich heraus, dass das Sawod imeni Lichatschowa, einer der großen sowjetischen Fahrzeughersteller jener Zeit in Moskau, völlig überlastet war. Entsprechend gab es 1958 einen Erlass der zuständigen Behörden, die Busproduktion in ein anderes Werk auszulagern. Ausgewählt wurde das Likinski Maschinostroitelny Sawod (deutsch Likinoer Maschinenbauwerk, kurz LiMZ), das zu diesem Zweck umgerüstet und noch im gleichen Jahr in Likinski Awtobusny Sawod (LiAZ) umbenannt wurde. Der erste Stadtbus vom Typ ZIL-158 lief in Likino im September 1959 vom Band. Nach kurzer Zeit wurde die Fertigung bei ZIL in Moskau eingestellt, das Modell in LiAZ-158 umbenannt. ZIL konzentrierte sich fortan auf die Lastwagenproduktion.
Noch zusammen mit ZIL konstruierte man in Likino den ZIL-159, eine Variante des ZIL-158 mit Heckmotor und mit hydrodynamischem Strömungsgetriebe. Erste Prototypen erschienen 1962. Auch gab es mit dem LiAZ-5E-676 (russisch ЛиАЗ-5Э-676, E für experimentell) Bestrebungen einen Gelenkbus zu bauen, um die höheren Passagierzahlen zu bewältigen. Das Projekt versagte jedoch technisch auf ganzer Linie und wurde bereits Anfang der 1960er-Jahre fallen gelassen.
Die Entwicklung des ZIL-159 wurde ab 1962 weiter fortgesetzt. Allerdings wurde der Entwurf komplett überarbeitet. Das Fahrzeug erhielt einen neuen Rahmen und eine Luftfederung. Der Fußboden wurde abgesenkt und der Motor wieder in die Front des Fahrzeugs verlegt, um Platz zu gewinnen. Er befindet sich zusammen mit dem Fahrer in einer vom Fahrgastraum abgetrennten Fahrerkabine. Das Strömungsgetriebe wurde beibehalten. Zusätzlich wurden die beiden Passagiertüren deutlich verbreitert, damit gleichzeitig zwei Personen ein- bzw. aussteigen können. So sollten die Aufenthaltszeiten an den Haltestellen verkürzt werden. Durch Verringerung der Sitzplatzzahl wurden größere Flächen für Stehplätze geschaffen. Bei nur noch 25 Sitzplätzen können insgesamt 110 Personen befördert werden. Somit hatte sich die Passagierkapazität des Fahrzeugs verdoppelt.
Das Design brachte allerdings erhebliche Nachteile mit sich. So war die Vorderachse durch den schweren Motor, der sich noch vor der Achse befindet stark belastet. Außerdem war die Kühlung unzureichend. Bei Sommertemperaturen oberhalb von 26 oder 27 °C neigte das Triebwerk zu Überhitzung. Entsprechend charakteristisch sind Bilder der Busse im Einsatz mit offenen Lüftungsklappen und Motorhauben. Die lange Kardanwelle vom Frontmotor bis zur Hinterachse verursachte starke Vibrationen und musste mittig geteilt werden. Die geringe Höchstgeschwindigkeit von 60 km/h, die auch durch das spezielle Getriebe mit nur zwei Schaltstufen bedingt ist, wurde dagegen als ausreichend betrachtet.
Zudem war der Treibstoffverbrauch des Fahrzeugs durch die Nutzung eines Ottomotors anstatt eines Dieselmotors sehr hoch. Obwohl maximal nur etwa 13,5 Tonnen schwer, wurde der Durchschnittsverbrauch mit 45 l/100 km beziffert. In der Praxis ergab sich das Problem, dass der 300-Liter-Tank nicht einmal für zwei Schichten ausreichte und zusätzliche Pausen gemacht werden mussten, um nachzutanken. Dabei wurde der Treibstoffverbrauch bereits während der Entwicklungsphase reduziert und der Motor für günstigeres Benzin mit lediglich 76 Oktan ausgelegt. Dem Problem war man sich auch durchaus bewusst. Die Ingenieure bei LiAZ hatten schon während der Konstruktionszeit gewarnt, dass der Bus mit dieser Motorisierung bis zu 75 l/100 km verbrauchen würde. Allerdings gab es keine Alternativen für den 7-Liter-V8-Ottomotor, der ursprünglich für den Militärlastwagen Ural-375 entwickelt worden war. Dieselmotoren mit ausreichender Leistung waren in dieser Menge in der UdSSR der 1960er-Jahre nicht verfügbar.
Trotz der bekannten Probleme der Konstruktion wurde die Serienfertigung genehmigt. Eine erste Nullserie wurde 1967 gebaut, ab 1968 startete die Serienfertigung mit geringen Stückzahlen. Die Busse gingen zunächst komplett nach Moskau. Erst 1970 wurde die Produktion vom LiAZ-158 komplett auf den LiAZ-677 umgestellt. Ab diesem Zeitpunkt wurden große Mengen gebaut. Auf der Leipziger Messe des Jahres 1972 erhielt das Fahrzeug eine Goldmedaille. In den folgenden Jahren entstanden diverse unterschiedliche Fahrzeugvarianten.
Die einzige große Überarbeitung während der Produktion gab es 1978. Die ab diesem Zeitpunkt als LiAZ-677M (M für modernisiert) bezeichneten Fahrzeuge waren an diversen Stellen verbessert worden. Es gab einen neuen Tachometer, ein überarbeitetes Getriebe und ein verbessertes Bremssystem. Außerdem wurden die Lageraufhängungen der Kardanwellen überarbeitet und mit Gummielementen versehen, was die Vibrationen dämpfte. Zudem gab es kleinere Überarbeitungen an der Lichtanlage. Ansonsten änderte sich das äußere Erscheinungsbild über die Produktionszeit hinweg kaum.
Weitere Detailänderungen erfolgten in den 1980er-Jahren. Zunächst wurde sowohl am Heck als auch an der Front die Leuchtenanordnung geändert. Außerdem wurden Dachluken ergänzt, um die Belüftung des Innenraums im Sommer zu verbessern. 1986 erhielt die Innenausstattung eine Überarbeitung, so wurden zum Beispiel bequemere Sitze verbaut.
Bereits 1989 sollte die Fertigung planmäßig auf den Nachfolger LiAZ-5256 umgestellt werden, ein wesentlich moderneres Fahrzeug. Dies unterblieb jedoch. Zum einen, weil die Umrüstung der Produktionsanlagen mehr Zeit als geplant in Anspruch nahm, zum anderen, weil der LiAZ-677 nach wie vor gefragt war. Erst mit dem Zerfall der Sowjetunion 1992/93 brachen die Aufträge weg. Es gab noch verschiedene Kleinserien die versuchten, technische Neuerungen einzuführen. Allerdings konnte auch dieser Versuch nicht verhindern, dass die Produktion am 8. August 1994 in Likino aufgegeben wurde. Ab diesem Zeitpunkt wurden bis einschließlich 2000 noch einige Kleinserien in Reparaturwerken hergestellt. Bekannt wurde insbesondere der ToAZ-677, gebaut in Tosno, der mit einem moderneren Dieselmotor aus dem Jaroslawski Motorny Sawod ausgestattet war.
Insgesamt entstanden über 200.000 Busse vom Typ LiAZ-677. Viele Exemplare kamen auch in die Deutsche Demokratische Republik und liefen unter anderem bei den Nahverkehrsbetrieben in Potsdam. Insgesamt erhielt die DDR 3308 der Fahrzeuge, was fast die Hälfte aller exportierten Maschinen war. Vom LiAZ-677 gelangten 7133 Exemplare in den Export, insgesamt kamen sie in 16 unterschiedliche Länder.
Sowohl in Russland als auch in Belarus wurden ausrangierte LiAZ-677 als Denkmal aufgestellt, beispielsweise in Samara.

## Modellvarianten

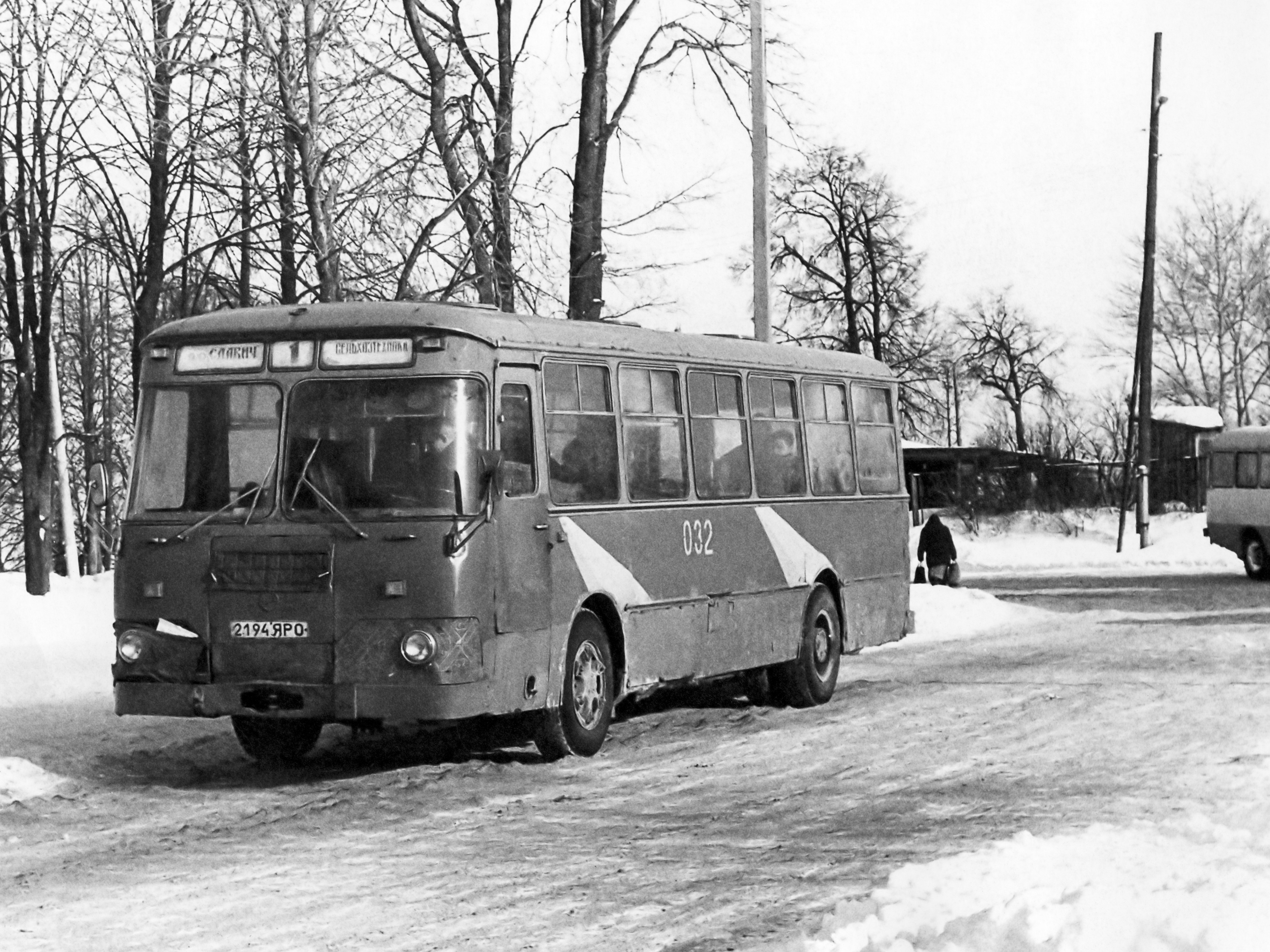
LiAZ-677M in Russland (Aufnahme vor 1993)

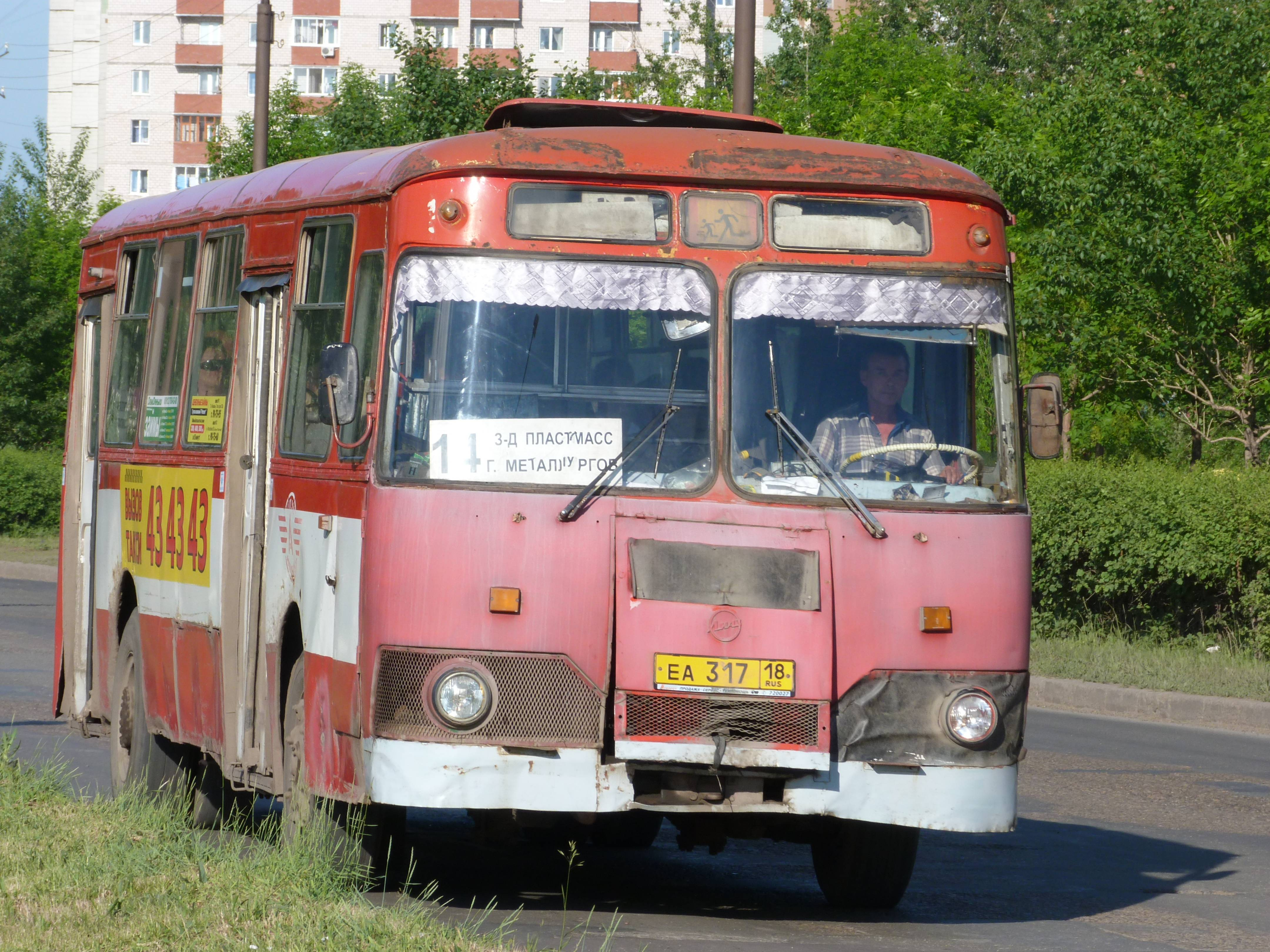
LiAZ-677M, noch im Einsatz im öffentlichen Personennahverkehr (2011)

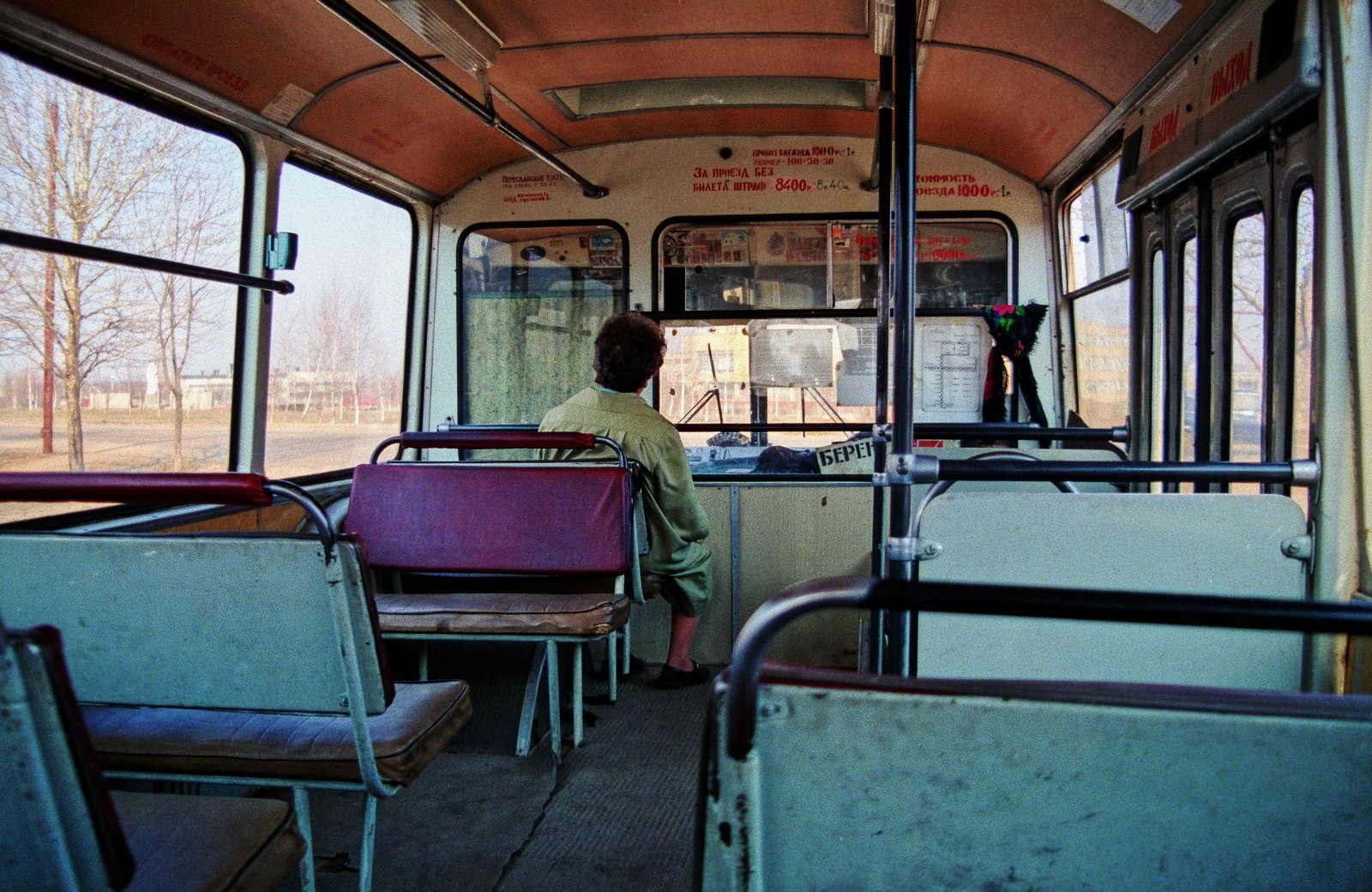
Innenraum eines LiAZ-677 (1998)

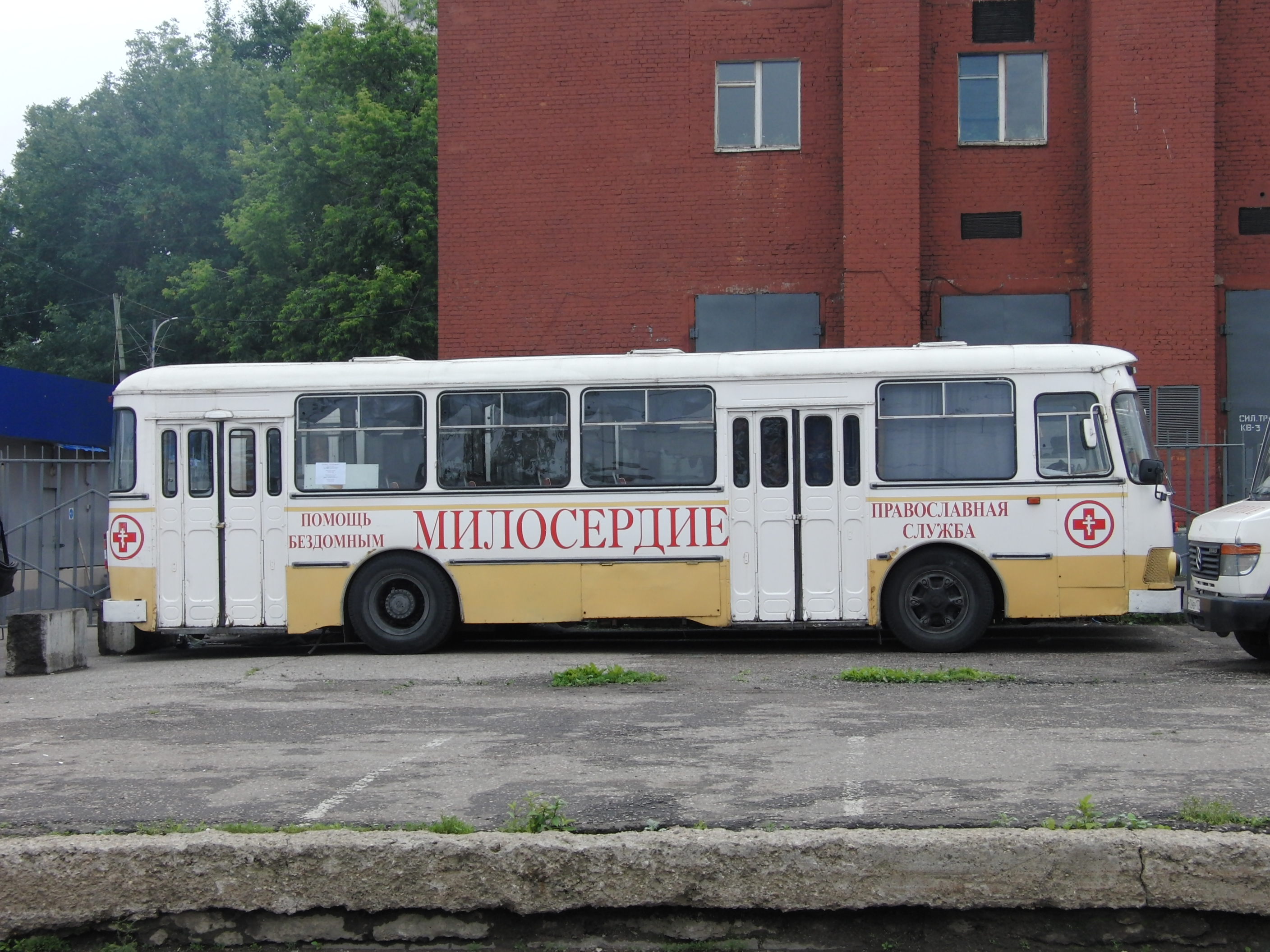
Seitenansicht eines LiAZ-677 (2010)

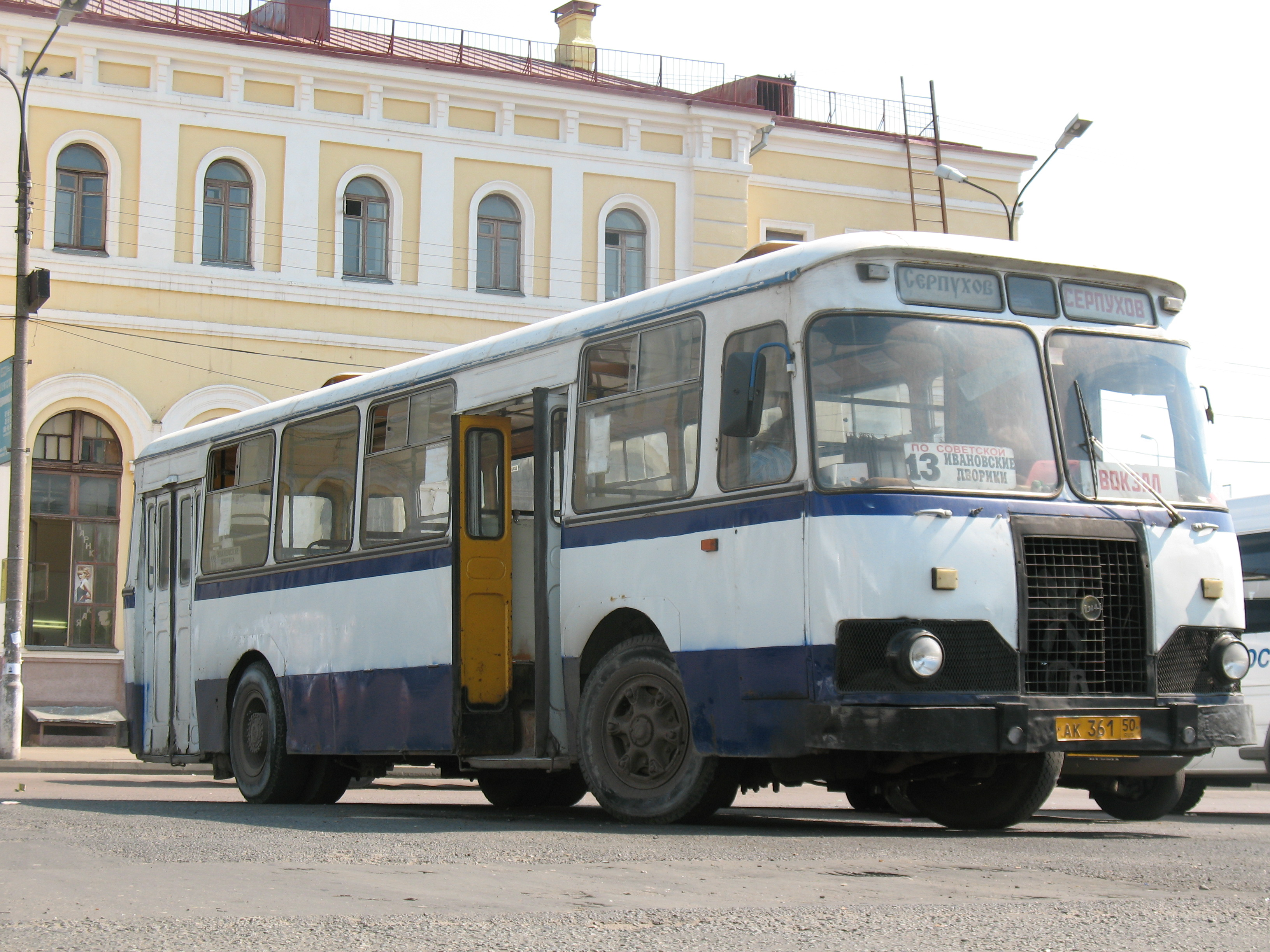
LiAZ-677M im Sommer. Die Motorhaube wurde durch ein improvisiertes Gitter ersetzt, um die Kühlung zu verbessern (2007)

Zwischen 1968 und 2000 entstanden diverse Varianten des LiAZ-677, die sich oft nur durch Details voneinander unterscheiden. Die nachfolgende Liste erhebt keinen Anspruch auf Vollständigkeit.

### LiAZ-677
Sowohl Prototypen, Nullserienfahrzeuge als auch Serienfahrzeuge tragen die Bezeichnung LiAZ-677. Das Grundmodell der Fahrzeugfamilie wurde bis 1978 gebaut und danach durch den LiAZ-677M abgelöst.

### LiAZ-677A
Bei diesem Fahrzeug handelt es sich um eine Spezialversion für den Einsatz in besonders kalten Gebieten. Bis auf die Frontscheibe wurden alle Scheiben als Doppelverglasung ausgeführt und die Isolierung der Fahrgastkabine verstärkt. Da man davon ausging, dass das Fahrzeug eher nicht in Großstädten zum Einsatz kommen würde, erhöhte man die Anzahl der Sitzplätze auf 34 und sparte dafür an den Stehplätzen. Insgesamt können 66 Personen befördert werden.
Erste Prototypen dieses Modells wurden 1967 vorgestellt, 1968 begann die Serienfertigung. 1982 gab es ähnlich wie am Basismodell technische Überarbeitungen. Ab diesem Zeitpunkt wurde die Version als LiAZ-677MS geführt.

### LiAZ-677B
Der LiAZ-677B wurde für den Vorortverkehr ausgestattet. Da auch hier längere Fahrstrecken und weniger Stationen zu erwarten waren, wurden 10 zusätzliche Sitzplätze verbaut (nun 35 statt 25 Sitze). Die Passagierkapazität im Regelbetrieb lag bei 67 Personen, maximal durften 87 Menschen befördert werden. Es änderte sich zudem der Fußboden (unterschiedliche Stufenhöhen) und es wurde ein Ersatzrad vorgesehen, das unter dem Bus angebracht ist. Teilweise wurde es auch am Heck des Busses angeschraubt.
Ab 1978 gab es die modernisierte Variante LiAZ-677MB, die ähnliche Änderungen wie der LiAZ-677M erfuhr. Auch unterschied sich die Lackierung je nach Baujahr von der des LiAZ-677M.

### LiAZ-677W
Dieser Typ war speziell für Stadtrundfahrten entwickelt worden. Es gab 37 Sitzplätze und einen zusätzlichen Platz für den Stadtführer. Im Gegensatz zu den Linienbussen wurde nur eine breite Passagiertür verbaut. Zusätzlich gab es diverse Extras, beispielsweise Radkappen. Auch diese Fahrzeuge führten immer ein Ersatzrad mit, das am Heck angebracht wurde. Die Produktion begann 1970 und endete 1975. 1976 gab es einen Versuch eine modernisierte Variante zu bauen, zum Beispiel wurden bequemere Sitze aus Überlandbussen und ein Radio eingebaut. Allerdings hatten sich zu dieser Zeit die ukrainischen Typen LAZ-697 und LAZ-699 schon weit verbreitet, die für touristische Zwecke besser geeignet waren. Entsprechend kam es zu keiner Serienfertigung mehr.
Ende der 1980er-Jahre wurden noch einmal einige Einzelstücke mit ähnlich komfortabler Ausstattung für staatliche Abnehmer gebaut. Sie basierten auf dem Konzept des LiAZ-677W.

### LiAZ-677G
Diese Modifikation war für den Betrieb mit Autogas ausgerüstet. Unter dem Boden des Fahrzeugs wurden zwei Gastanks angebaut, die eine Reichweite von 400 bis 450 km ermöglichten. Zudem waren die Busse auch in der Lage mit Benzin zu fahren, allerdings reichte der Tank nur für etwa 20 Kilometer. Äußerlich unterscheiden sie sich kaum vom Modell mit Ottomotor. Erste Prototypen erschienen 1976, die Serienfertigung begann 1983.
Vielfach wurden Fahrzeuge die ursprünglich nur mit Benzin liefen später aufgrund des hohen Verbrauchs in Eigenregie auf Gasbetrieb umgerüstet. Bei diesen Exemplaren befinden sich die Gastanks in Form von Flaschen jedoch meist auf dem Dach.

### LiAZ-677M
Die modernisierte Basisversion wurde ab 1978 so bezeichnet und bis 1982 kontinuierlich verändert und verbessert. Dies geschah unter verschiedenen Gesichtspunkten. Es sollte der Lärm in der Kabine verringert werden und die Arbeitsbedingungen des Fahrers wurden verbessert. Auch arbeitete man an einem geringeren Treibstoffverbrauch und daran, die Fahrzeuge verschleißfester zu machen. Der Abstand zwischen den Generalreparaturen stieg auf 380.000 bis 400.000 Kilometer an. Diverse Kleinigkeiten im Brems- und Elektrosystem wurde verbessert, außerdem neue Dichtungen verbaut, um zu verhindern, dass Abgase in die Kabine ziehen. Auch am Getriebe gab es Veränderungen sowie an verschiedenen Details der Karosserie (Lichtanlage, Fenster, Kühlergrill usw.). Weitere Modifikationen folgten 1986.
Bei LiAZ selbst wurde das Fahrzeug bis 1994 gebaut, in verschiedenen Reparatur- und Montagewerken noch bis 2000.

### LiAZ-677P
Der LiAZ-677P war ein Vorfeldbus und entsprechend für den Flughafenbetrieb angepasst. Er wurde in auffälliger gelber Farbe lackiert und erhielt zusätzlich gemäß den geltenden Bestimmungen Rundumleuchten. Von der normalen Version unterschied er sich dadurch, dass auf beiden Seiten Passagiertüren vorhanden sind. Außerdem wurde die Zahl der Sitzplätze auf 10 gesenkt, um noch mehr Passagiere befördern zu können und ein schnelleres Ein- und Aussteigen zu ermöglichen. Zur Spezialausrüstung gehörte auch ein Funkgerät.
Der LiAZ-677P wurde in Großserie gebaut, allerdings nur in den Jahren 1974 und 1975.

### LiAZ ZT Lotos
Unter dieser Bezeichnung wurden Spezialfahrzeuge für Live-Übertragungen des Fernsehens gebaut, sogenannte Übertragungswagen. Es gab unterschiedliche Ausführungen, teilweise mit einem Kastenaufbau statt einem Passagierraum. Entsprechend handelt es sich eher um einen Lastwagen. Sie wurden auch als LiAZ-5930, LiAZ-5931 und LiAZ-5932 geführt, wobei bereits die 9 in der Typenbezeichnung gemäß sowjetischer Normung auf ein Spezialfahrzeug hinweist. Das zulässige Gesamtgewicht stieg um über eine Tonne. Nach 1982 wurden keine Fahrzeuge dieses Typs mehr hergestellt.

## Technische Daten

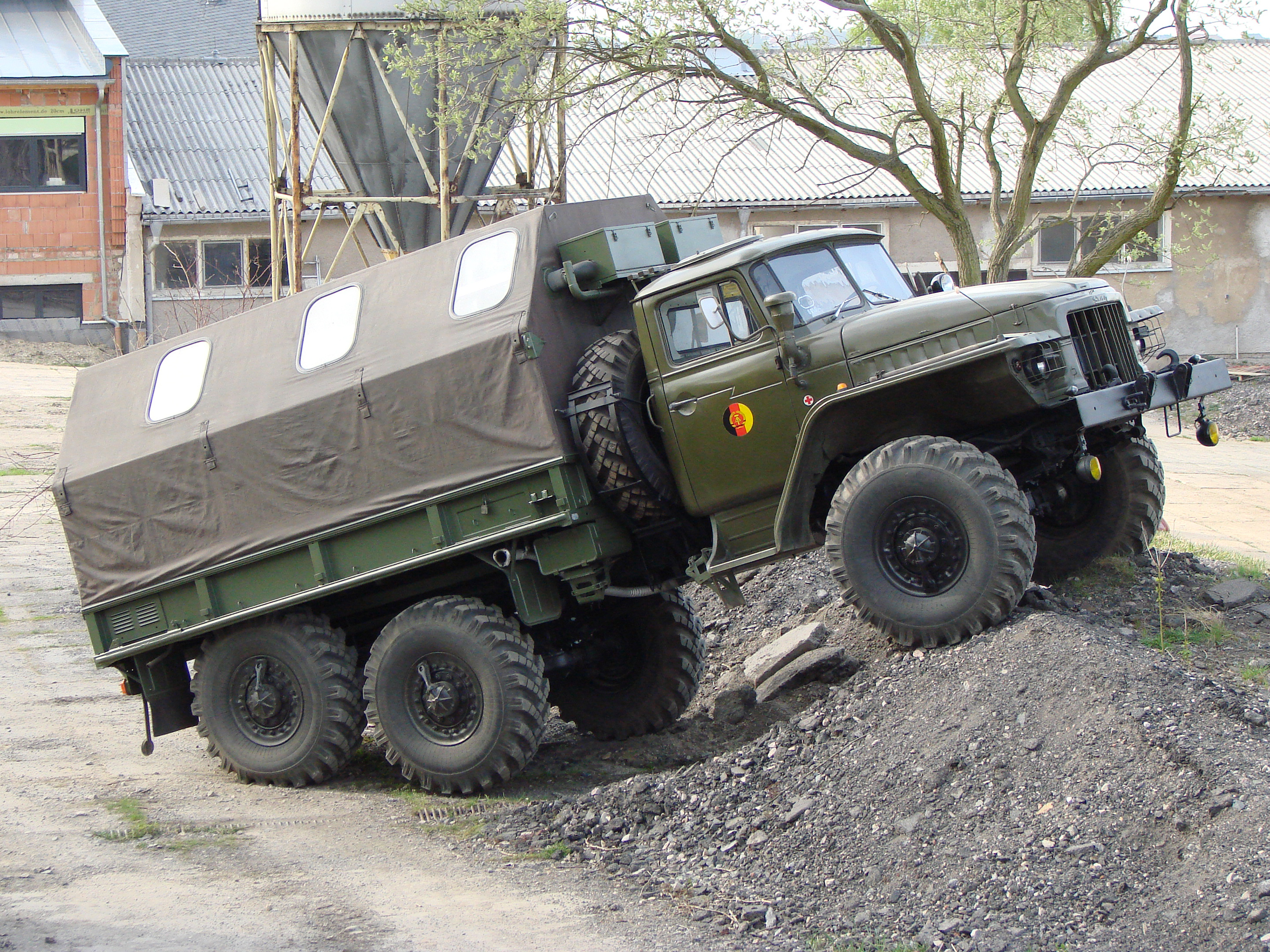
Ural-375D, der Lastwagen mit dem gleichen Motor wie der LiAZ-677

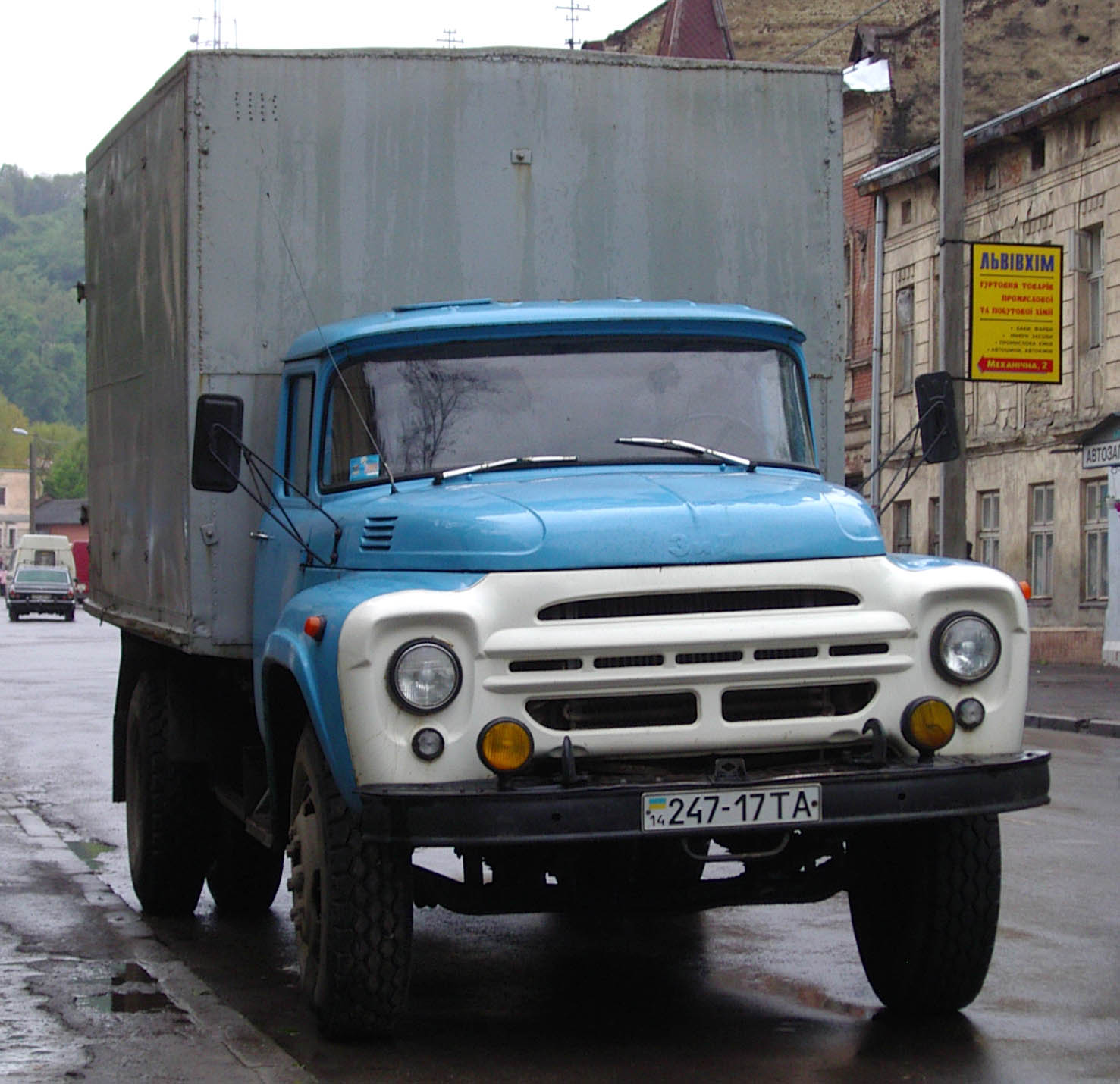
Vom ZIL-130 stammen Teile der Lenkung

Die angegebenen Daten beziehen sich auf die Modellversion LiAZ-677M, ebenso die Daten in der Infobox.
- Motor: Achtzylinder-Ottomotor
- Motortyp: ZIL-375Ja7 (entspricht dem aus dem Lastwagen Ural-375)
- Leistung: 180 PS (132 kW)
- Hubraum: 7,0 l
- Verdichtung: 6,5:1
- Treibstoffverbrauch: ca. 45 l/100 km
- Tankinhalt: 300 l
- Höchstgeschwindigkeit: 70 km/h
- Getriebe: hydromechanisches Strömungsgetriebe
- Getriebetyp: zwei Schaltstufen (vorwärts und rückwärts)
- Lenkung: mit hydraulischer Lenkunterstützung, baugleich mit der des ZIL-130
- Bremsen: Trommelbremsen an allen Rädern, mit Druckluft betätigt
- Belüftung: durch Luken und aufschiebbare Seitenfenster
- Antriebsformel: 4×2

Abmessungen und Gewichte
- Länge: 10.450 mm
- Breite: 2500 mm
- Höhe: 2990 mm
- Radstand: 5150 mm
- Spurweite vorne: 2100 mm
- Spurweite hinten (Doppelbereifung): 1880 mm
- Bodenfreiheit: 340 mm
- Breite der Passagiertüren: 1200 mm
- Stehhöhe im Fahrgastraum: 1957 mm
- Sitzplätze: 26
- Stehplätze (normal): 80
- Stehplätze (maximal): 84
- Plätze insgesamt: 106 bis 110
- Leergewicht: 7800 kg
- zulässiges Gesamtgewicht: 13.400 kg
- Reifengröße: 10,00-20″